# フィードバック
フィードバック（英語: feedback）または帰還（きかん）とは、系の出力を入力へ戻す操作である。
システムの振る舞いを説明する為の基本原理として、エレクトロニクスの分野で増幅器の特性の改善、発振・演算回路及び自動制御回路などに広く利用されているのみならず、制御システムのような機械分野や生物分野、経済分野などにも広く適用例がある。21世紀に入り、多種多様なサービスで不可欠になった情報システムも、フィードバック制御を前提として開発されている。
古くは調速機（ガバナ）の仕組みが、意識的な利用は1927年のハロルド・ブラック（英語: Harold Stephen Black）による負帰還増幅回路の発明に始まり、サイバネティックスによって厳密に体系化されて広められた。
自己相似を作り出す過程であり、それゆえに予測不可能な結果をもたらす場合もある。

## 基本的概念
まず、入出力を持ち、入力に対してある操作を行ったものを出力とするシステム（系）を考える。このとき、その出力が入力や操作に影響を与えるしくみがあるとき、これをフィードバックという。ここで、ある瞬間の入力と出力の関係を増幅率と呼び、特に帰還を行っていない場合の系の増幅率を「裸の増幅率」と呼ぶ。また、帰還として戻ってきた値が、最初の入力に対して何倍になっているかをループ利得という。
出力が入力・操作へ与える影響によって以下の2つに分類される：
- 正のフィードバック（正帰還）：出力増が入力や操作を促進。ループ利得が正。
- 負のフィードバック（負帰還）：出力増が入力や操作を阻害。ループ利得が負。

「正」「負」という語は価値判断の意味を含まない。ゆえに「好循環」「悪循環」という意味とは異なる。
正のフィードバックが働いている場合、フィードバック系の増幅率は裸の増幅率より大きな値となる。ここで特に系のループ利得が1を越える場合には、何らかの破綻が起こるまで出力は増大しつづける。これを避けるには、出力の増大に従ってループ利得が1以下となるような仕組みを導入する必要がある。また、ループ利得が1以上の時の特徴的な振る舞いとして、入力が途切れても出力を続けることが出来る、ということが挙げられる。この領域では初期値の違いが時間の経過にしたがって無限に引き伸ばされるため、僅かな初期値の違いがシステムの挙動を大きく変える（カオスとなる）場合がある。これは複雑性や多様性を生み出す原動力となりうる。
負のフィードバックが働く場合は、フィードバック系の増幅率は裸の増幅率より小さな値となる。この増幅率の余裕分の範囲で、出力の増加は出力を減少させるように働き、出力の低下は出力を増大させるように働くので、出力の変動を抑えることが出来る。負のフィードバックの方が応用範囲が広く、単にフィードバックと言えば負のフィードバックのことを指す場合も少なくない。
ただし、負のフィードバックを行なっていても、フィードバックが時間遅れを従っている、言い換えるとループ利得が周波数特性を持っている場合には、出力の「増加させ過ぎ」「減少させ過ぎ」を繰り返してしまう場合がある（これは、一定の時間遅れのときだけ正のフィードバックになってしまう、と表現する事も出来る）。この状況に陥る時間遅れにおいてループ利得が1を越える場合は、出力は一定の値に収束することなく変動を続ける。この状態を特に発振という。
現実の世界ではフィードバックに必ず時間遅れが発生するので、発振を避ける工夫が必要になる場合がある。フィードバック系の安定性を判断する方法として、位相余裕やボーデ線図がしばしば用いられる。

## フィードバック回路の例
増幅器（増幅回路）
負帰還（位相を反転したフィードバック）を掛けることにより、利得（増幅率）は低下するが、ノイズ耐性、周波数特性などが改善される。
発振回路
正帰還（位相を反転しないフィードバック）を掛けることにより発振する。
フリップフロップ
正帰還により、一旦入力された状態を保持する。
微分回路・積分回路
能動素子で構成される回路はフィードバック回路を持つ。ただし受動素子のみで構成される回路はフィードバック回路を持たない。
直流定電圧回路
出力電圧の変動を監視し、その結果を制御回路に入力して電圧を制御するフィードバック回路である。

## 楽器音によるフィードバック
ハウリングとも呼ばれる。意図しないものから、音楽表現の為に意図的に行うものまで含む。
エレキギターではギター弦の振動を電子回路で増幅して音を出すが、この増幅された音が弦をさらに振動させ発振することがあり、フィードバックと呼ばれる。ギターの弦の振動は通常は次第に減衰してゆくが、適度のフィードバック（正帰還）を与えることで、任意の時間持続する例えばオルガンのような連続音を演奏することができるようになる。主にハードロックやヘヴィメタルなどでは、これを利用したフィードバック奏法がある。この「フィードバック」は、ギターアンプから出た出力音のエネルギーの一部を、楽器の弦を振動させるために使うことである。
FM音源ではヤマハにより、フィードバックを利用してより幅広い合成音を生成する方法が開発された。

## 生命現象におけるフィードバック
生命現象においてフィードバック(負のフィードバック)は恒常性の維持、学習等
において非常に重要な役割を果たしている。一例としてフィードバック阻害と呼ばれる現象がある。これは、蛋白質の作用が他の物質の影響を受けて変化する現象であるアロステリック効果のうち、代謝系のある反応を触媒する酵素の活性が、その代謝系の生産物によって抑制される場合のことである。
人間が不随意運動などを意識的にコントロールする手法としてバイオフィードバックがある。

## ビジネス用語としてのフィードバック
- 結果情報の伝達。結果に加え、行動の反省や結果を導くための計画立案などの情報も含まれる。
- 問題の原因側に返す。
- レビューなどお客様の声のこと - 商品、サービスの感想などお客様の声が書かれたものをフィードバックと呼ぶ場合もある。

## 経済におけるフィードバック
収益逓減が負のフィードバック、ネットワーク外部性や収益逓増などが、正のフィードバックである。

## 心理学におけるフィードバック
一般的に、褒める、称賛するなど効果的に作用する働きかけを正のフィードバック、けなす、否定するなど反対の働きかけとなるのが負のフィードバックと表現するケースが多いが、これは本来「フィードバック」の機能として持っている円環性や回路の意がくまれていない。
よって、上記については、正のストロークと負のストロークと表現される方が実態に即している。

## ビデオゲームにおけるフィードバック構造
ビデオゲームではフィードバックループという循環構造がよく見られる。これには正のフィードバックと負のフィードバックの二種類がある。
正のフィードバック（拡大していく循環構造）これは通常、プレイヤーが上手にプレイするほどキャラクターがより強くなるといった好循環や、逆にプレイヤーがミスをするほど状況がより悪化するといった悪循環の両方を意味する。対戦ゲームにおいては、勝っている側にとっては有利な状況がますます盤石になっていき、負けている側にとっては格差がどんどん広がって挽回不可能になっていく。1人用ゲームにおいては、上手にプレイするほどキャラクターが強くなっていくためゲームが次第に退屈なものになったり、あるいは1つのミスによって状況が徐々に悪化していき、クリア不可能なほどゲームが難しくなったりする。
- 『Splatoon』で地面をより多く塗ったチームは、隠れる場所や移動範囲が広がったため相手プレイヤーを倒せる可能性が高くなる。相手を倒した分だけ地面を塗り広げる余裕ができるため、さらに多くの地面を塗って、相手を倒せる可能性がより一層高くなる。これをひたすら繰り返すことで、地面を塗れば塗るほど、自分のチームが勝利する可能性が高くなる。これは逆に言えば、一度相手に倒されてしまうと、その分だけ自分の陣地が狭くなるため、相手に倒される可能性がより一層高くなってしまうという悪循環につながる。
- 『ファイアーエムブレム』では、死亡したキャラクターは復活せず永久に消え去ってしまうため、一度キャラクターを失うと戦術的な選択肢が狭くなり、そうした不利な状況によって、キャラクターをさらに失う可能性が高くなる。
- ゲームを上手にプレイしてハイスコアを獲得し、スコアが高いほどより強いアイテムが手に入るゲームがある。この場合、強いアイテムを入手した結果、次のステージでより高得点のハイスコアを獲得できるようになり、さらに強いアイテムを入手し、さらに高得点のスコアを獲得するという楽しい好循環が発生する。これも逆に言えば、最初のステージで低いスコアを得た結果、手に入れたアイテムが弱くなり、ハイスコアを獲得する可能性が低くなり、さらに弱いアイテムを入手し、ハイスコアがますます取れなくなるという悪循環につながる。

負のフィードバック（縮小していく循環構造）これは通常、プレイヤーが上手くプレイするほどキャラクターが弱くなったり状況が不利になったりすることや、逆にプレイヤーが下手であるほどキャラクターが強くなったり状況が好転したりすることを意味する。
- 『マリオカート』では、1位のプレイヤーは青コウラで邪魔されたり出現するアイテムが非常に弱いものになったりする一方で、最下位のプレイヤーは非常に強力なアイテムを入手できる仕様になっている。これによって、上手いプレイヤーと下手なプレイヤーの格差が広がるのを防ぎ、1位と最下位のプレイヤーの距離を一定程度に収める構造になっている。しかしこれは、下手なプレイヤーにとってはありがたい救済措置である一方で、上手なプレイヤー側は常に妨害されるという苦痛を味わうことになる。
- 『バイオハザード4』では、ダメージをほとんど受けないような上手いプレイをしていくと、敵の攻撃力が上がったり敵が攻撃的になったりして状況がより厳しいものになる。逆にプレイヤーが何度もミスしてダメージを頻繁に受けている場合、敵の攻撃力が低下したり、敵の攻撃性が低くなったり、出現アイテムがより豪華になったりして状況がラクになる。これによって、プレイヤーの技量が上手であっても下手であっても、難易度が一定程度に収まる構造になっている。上手なプレイヤーには歯ごたえのある状況を提供し、下手なプレイヤーが難所で詰んでしまうのを防いでいる。
- 『Civilization V』では、市民の不満度がこれに該当する。シヴィライゼーションシリーズでは、一般的に都市を増やして領土を拡張したほうが資源獲得の面で有利なのだが、新しい都市を開拓したり敵の都市を占領したりして自国の都市を増やしすぎると、市民の不満度が高くなっていく。不満度が低いうちは、人口成長の鈍化といった経済力に対する軽い罰で済むのだが、市民の不満度が高まると、人口成長が完全に止まったり自国内に蛮族が発生したりする。つまり都市を増やせば増やすほど不利になるため、この仕組みによって過剰な多都市戦略を抑制している。